# 伯克斯山
65°18′S 62°10′W / 65.300°S 62.167°W

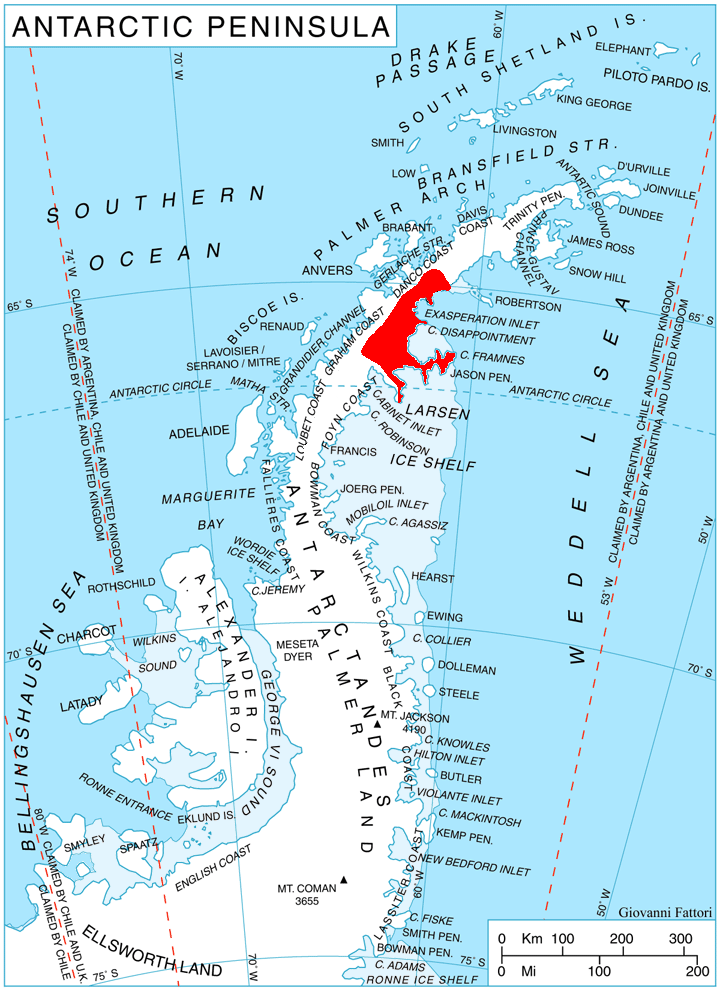

伯克斯山（英語：Mount Birks）是南極洲的山峰，位於葛拉漢地東岸，屬於奧斯塔嶺的一部分，海拔高度1,035米，在1928年由澳大利亞極地探險家命名，現時由南極條約體系管理。